# 小明蚕
小明蚕（学名：Vanadis minuta）为眼蚕科明蚕属的动物。分布于印度洋、大西洋、太平洋，包括东海黑潮区、台湾海峡、南海等海域，属于热带和亚热带海区暖水种。